# Sclerolobium urbanianum
Sclerolobium urbanianum är en ärtväxtart som beskrevs av Hermann August Theodor Harms. Sclerolobium urbanianum ingår i släktet Sclerolobium och familjen ärtväxter. Inga underarter finns listade i Catalogue of Life.